# Gorans
Ne doit pas être confondu avec Górali.
Pour les articles homonymes, voir Gorani, Goran et Goranes.

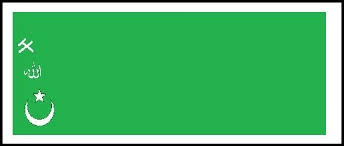
Drapeau des Gorani, appelé Bajrak (le j se lit comme un i). Il a été utilisé vers 1953 par des Gorani, il s’agit du Bajrak le plus ancien connu de la communauté Goran

Les Gorans, Gorani ou Goranci sont des Slaves méridionaux, et résident dans les Balkans, entre l'Albanie et la Macédoine du Nord et surtout dans la région des Šar planina ou Malet e Shar au sud du Kosovo. Ils ne doivent pas être confondus avec d'autres montagnards, des Carpates septentrionales ceux-là : les Gorals. La racine du nom est la même : gora, la montagne en slave.
Leur parler, le našenski (en) appartient au groupe des langues slaves du sud et s'apparente au serbe et au bulgare. On retrouve une utilisation des mots d'origine arabe et turc dans leur langage. Selon les linguistes spécialistes du diasystème slave du centre-sud, le roi de Serbie Stefan Uroš IV Dušan aurait rédigé le Code Dušan dans le dialecte torlaque médiéval du serbo-croate dont le našenski est issu. Ce peuple minoritaire est en voie d'assimilation aux Kosovars albanophones par passage à l'albanais, mais diminue aussi par émigration depuis 1912. Leur nombre est passé de 60 000 à 8 000 aujourd'hui, par départ vers la Turquie durant le XXe siècle et aussi vers les pays occidentaux (France, Italie, Allemagne, Suisse...) depuis 1990.

## Nom
L'ethnonyme Gorani est dérivé du toponyme gora, qui signifie « colline », « montagne » dans les langues slaves. Un autre autonyme pour ce peuple est Našintsi, qui signifie littéralement « notre peuple, les nôtres ».
En albanais, ils sont connus sous le nom de Goranët, mais aussi sous d'autres exonymes, comme Bullgarët (« Bulgares »), Torbesh (« porteurs de sac ») ou encore Poturë (« turquisés », de po-tur, littérallement « pas turcs », mais turquisés, utilisé pour parler des Slaves islamisés).

## Répartition
Cette communauté est répartie sur trois pays des Balkans : 
- Au Kosovo, dans 19 villages de la région montagneuse des monts Šar au sud de Prizren : Bаćkа, Brоd, Vrаništa, Glоbоčicа, Gоrnjа Rаpčа, Gоrnji Krstec, Dikаncе, Dоnjа Rаpčа, Dоnji Krstec, Dragaš, Zli Potok, Krušеvо, Kukalјаnе, Lеštаnе, Ljubоšta, Мljikе, Оrćušа, Rаdеšа et Rеstеlicа ;
- Au nord-ouest de la Macédoine du Nord dans la région montagneuse de Šar (près de Tetovo) dans deux villages : Urvic et Jelovjane ;
- Au nord-est de l'Albanie (plus principalement dans la région de Kukës) dans 9 villages : Bоrје, Zаpоd, Kоšаrištе, Оrgоstа, Оrеšеk, Оrčiklе, Pаkišа, Crnоlеvо et Šištаvеc.

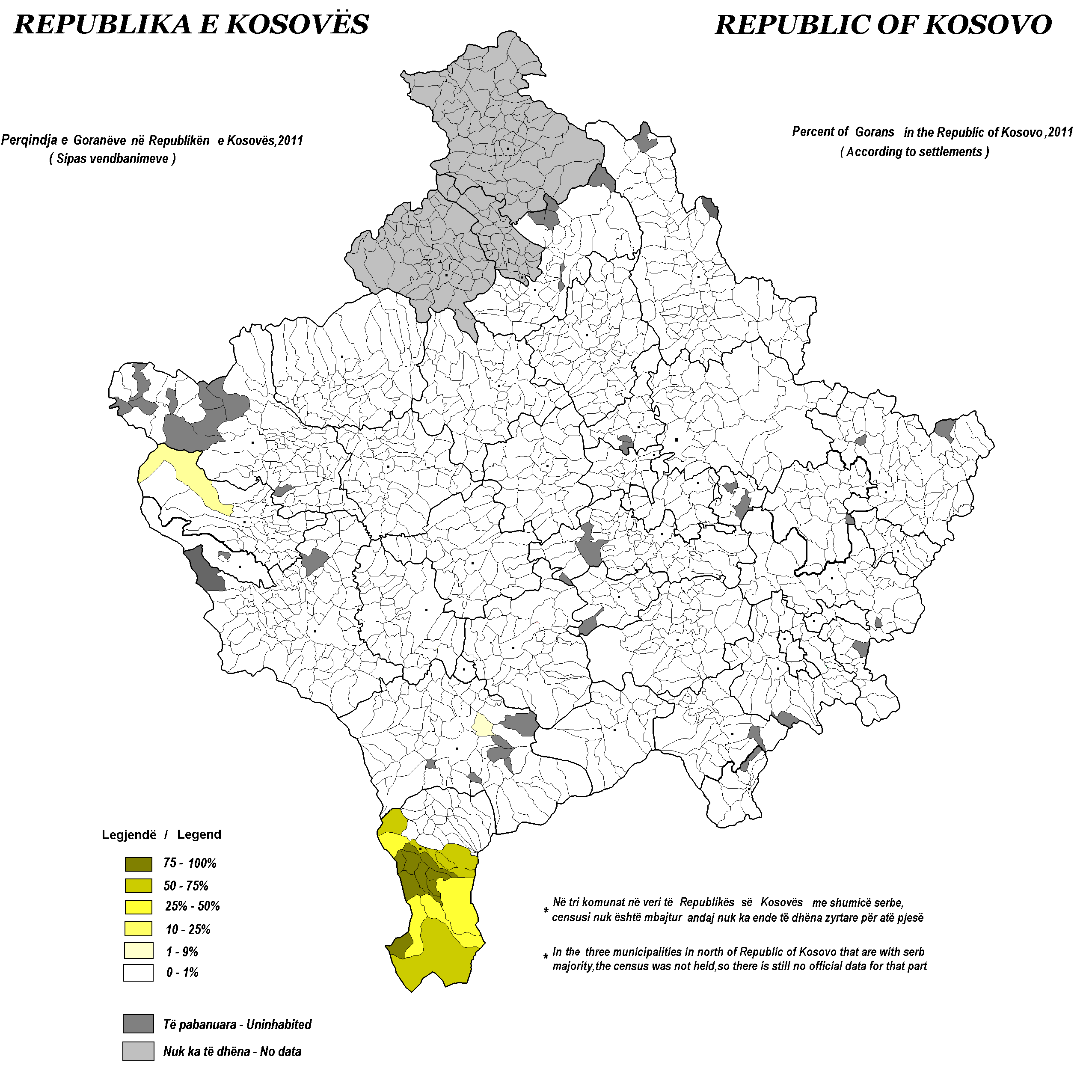
Gorans du Kosovo selon le recensement de 2011.

## Langue
Pour communiquer entre eux, les Gorans utilisent en premier lieu leur propre dialecte qu’ils appellent le našinski, terme fondé sur le mot naš signifiant « notre ». Il s’agit d’une variante du dialecte torlaque, considéré par certains linguistes comme langue intermédiaire entre le serbe et le bulgare. En Yougoslavie, les Goranes du Kosovo étaient également pour la plupart locuteurs du serbe standard qu'ils apprenaient à l’école, et beaucoup d’entre eux parlaient aussi l’albanais pour des raisons pratiques ; depuis l'indépendance du Kosovo, ils l’apprennent à l’école, comme les Goranci d’Albanie.

## Histoire

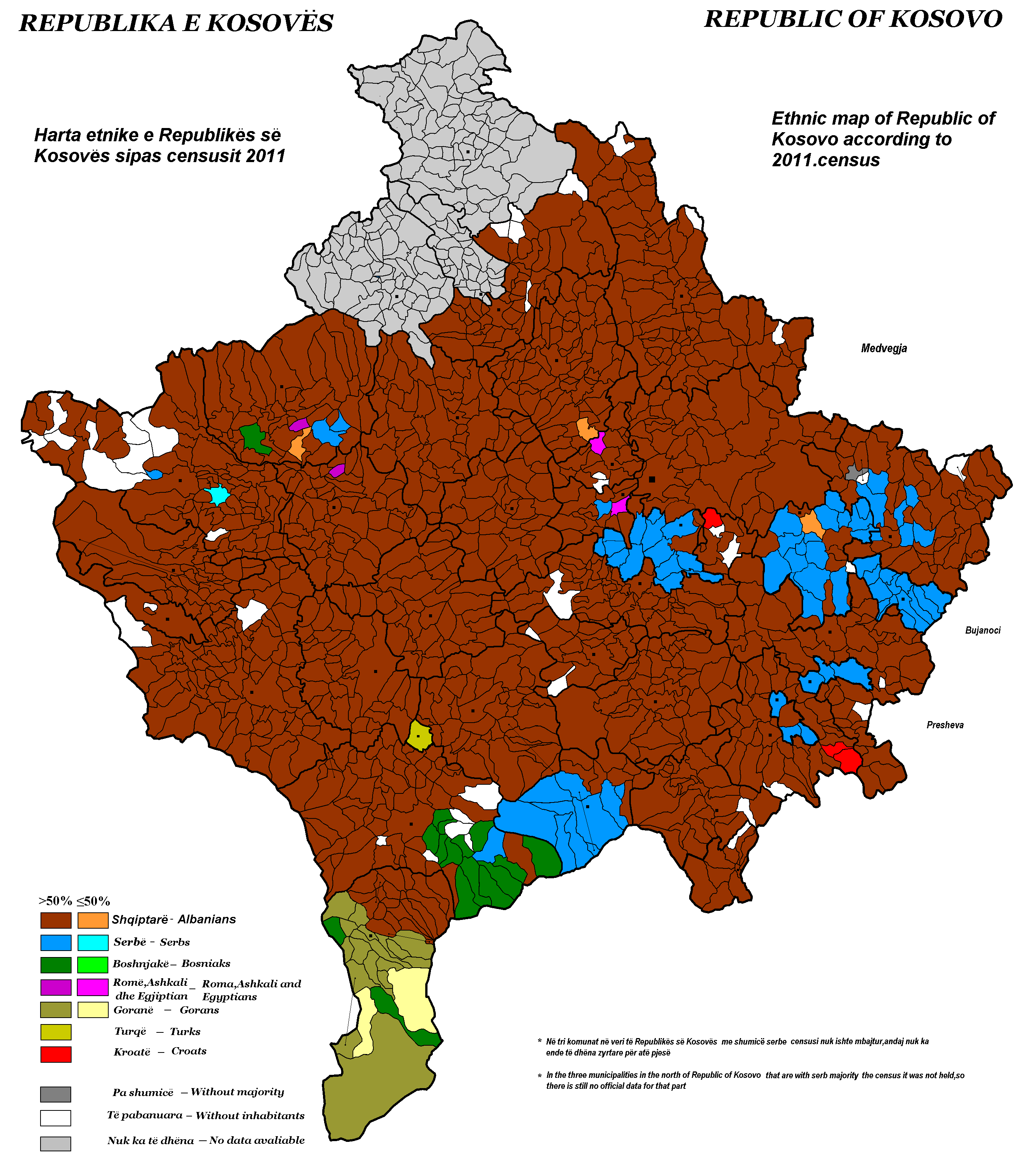
Gorans du Kosovo en 2011.

La thèse la plus répandue parmi les slaves musulmans des Balkans (elle est quasi-officielle en Bosnie-Herzégovine) est qu’avant leur conversion à l’islam sous l’Empire ottoman, certaines de ces populations auraient été bogomiles. 

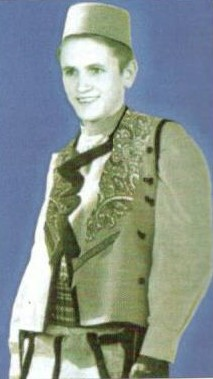
Garçon goran en vêtements traditionnels

Les historiens, se référant aux sources, notent un hiatus de deux siècles entre les dernières mentions du bogomilisme (forme de christianisme balkanique proche des cathares, persécuté pour les mêmes raisons que ceux-ci et disparu au XIVe siècle), et l’islamisation (XVIe-XVIIIe siècle), qu’ils relient à l’application de la charia dans l’Empire, selon laquelle les non-musulmans devaient payer une double-capitation (le Kharâj) et subir le devchirmé (enlèvement des garçons pour le corps des janissaires). Ils pensent qu’il est plus vraisemblable que les ancêtres des Gorans étaient orthodoxes avant leur conversion : d’ailleurs, cette conversion s'est faite tardivement par rapport à celle des autres populations pomaques, puisque la dernière famille chrétienne orthodoxe de la région des monts Šar est mentionnée dans le village de Brod, ses membres étant les derniers à s’être convertis, à l’exception de l'aînée Baba Bozhana, morte en 1856.
L'appartenance ethnique des Gorans sujet à controverse et la population gorane est elle-même divisée sur ce sujet. Pour des raisons historiques, les membres de la communauté gorane se sont successivement identifiés comme Bulgares, Turcs, Bosniaques, Serbes, Musulmans et Albanais. Les sources ottomanes mentionnent les Gorans comme faisant partie du peuple bulgare.

## Organisations
En 2004, le village de Donje Ljubinje, dans la municipalité de Prizren, a vu naître l'Association culturelle des Bulgares de Župa « Mahométans bulgares » (en bulgare : Културно-просветно дружество на българите в Жупа „Български мохамедани“ ; en serbe : Kulturno-prosvetno društvo Bugara iz Župe „Bugarski Muhamedani“). L'organisation a pour but de préserver, de cultiver et de transmettre la culture et les traditions de la minorité goran du Kosovo à tous les membres de la communauté ayant gardé un sentiment d'appartenance bulgare. Le président de l'organisation est Fikret Karadolami. 
Plusieurs projets de création d'écoles bulgares dans les régions où la population est compacte (Gora et Zhupa) sont en cours et ces écoles pourraient voir le jour dans les années à venir.

## Personnalités
- Fahrudin Jusufi, footballeur yougoslave puis devenu entraîneur, né à Zli Potok[19]
- Miralem Sulejmani, footballeur serbe[20]
- Almen Abdi, footballeur suisse, d'origine kosovar,
- Danel Sinani, footballeur luxembourgeois, d'origine kosovar[21].